# Marschlinger Hof 6 (Quedlinburg)

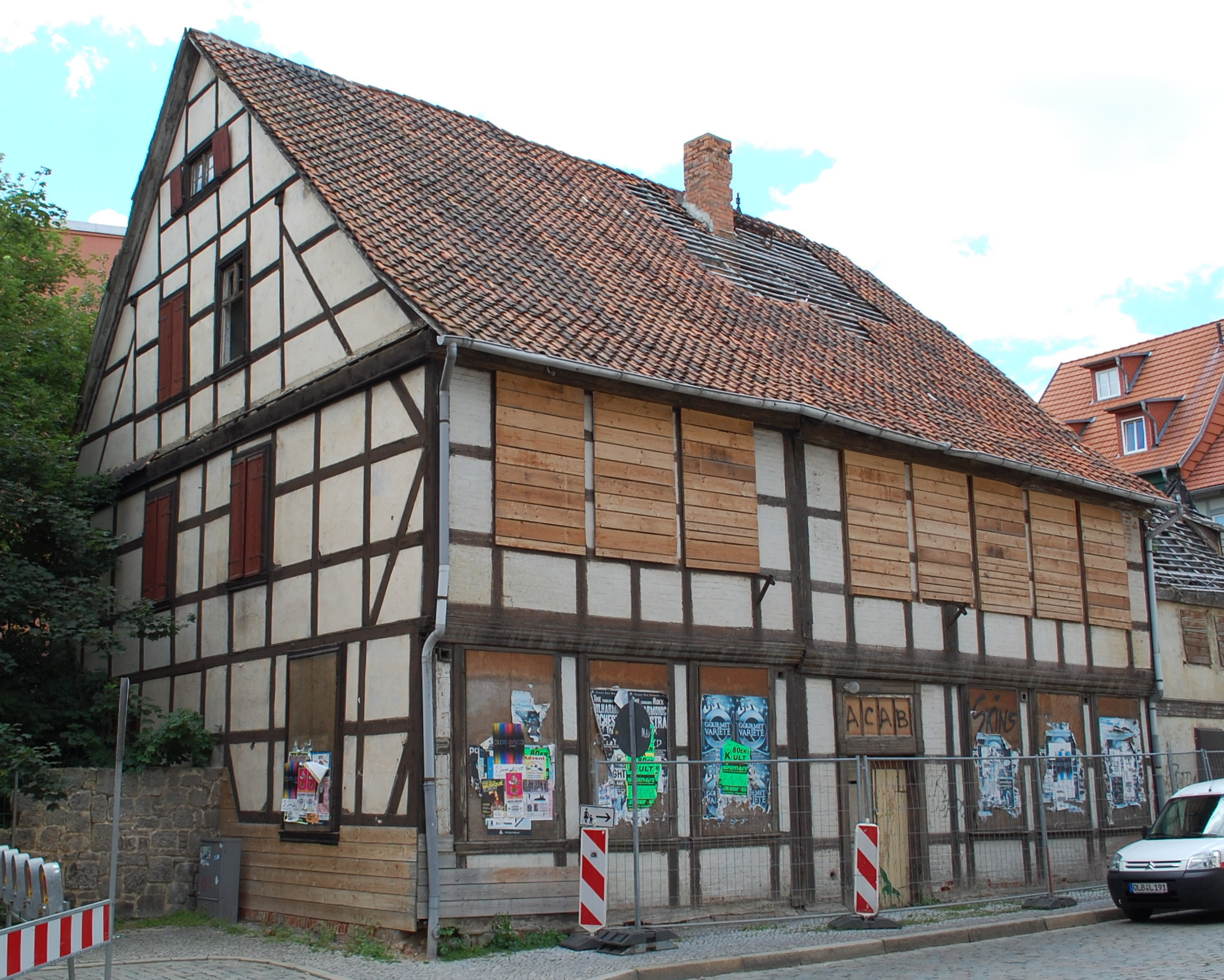
Marschlinger Hof 6

Das Haus Marschlinger Hof 6 ist ein denkmalgeschütztes Gebäude in Quedlinburg in Sachsen-Anhalt.

## Lage
Das im Quedlinburger Denkmalverzeichnis eingetragene Haus befindet sich im nördlichen Teil der Quedlinburger Altstadt, nordwestlich des Marktplatzes der Stadt. Es gehört zum UNESCO-Weltkulturerbe. An der Westseite grenzte das gleichfalls denkmalgeschützte Haus Marschlinger Hof 7 an, welches Ende 2012 jedoch nach einem Brandschaden abgerissen wurde.

## Architektur und Geschichte
Das zweigeschossige Fachwerkhaus entstand in der Zeit um 1780 im Fachwerkstil des Barock. An der Fachwerkfassade finden sich profilierte Bohlen. Etwa um 1840 erfolgte ein Umbau des Hauses. Später wurde es als Schusterei genutzt.
Am Ostgiebel ist eine aus Quadern gebaute Mauer mit einem mit Rauten verzierten Tor angefügt. Bemerkenswert ist auch die Haustür des Gebäudes.
Anfang 2013 wurde mit ersten Sanierungs- und Umbauarbeiten begonnen, die Lebenshilfe Quedlinburg plante dort eine Wohnanlage für Betreutes Wohnen für Menschen mit geistiger Behinderung zu errichten, ebenso eine Beratungsstelle. Dazu wurde das Gelände der angrenzenden Häuser Nr. 6 und Weingarten 15+16 mitgenutzt, nachdem die dortigen Gebäude aufgrund des Brandschadens Ende 2012 abgerissen wurden. Die Einweihung des Hauses fand im November 2016 statt.